# Homalanthus nutans
Homalanthus nutans là một loài thực vật có hoa trong họ Đại kích. Loài này được (G.Forst.) Guill. mô tả khoa học đầu tiên năm 1837.

## Hình ảnh

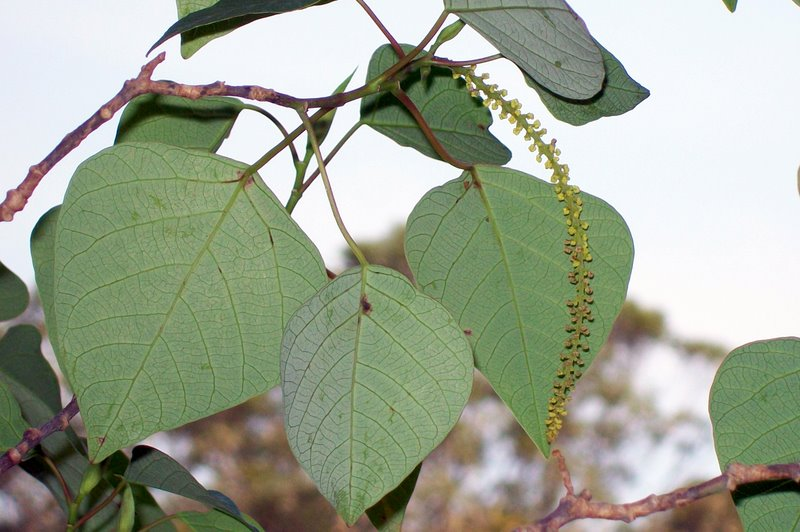
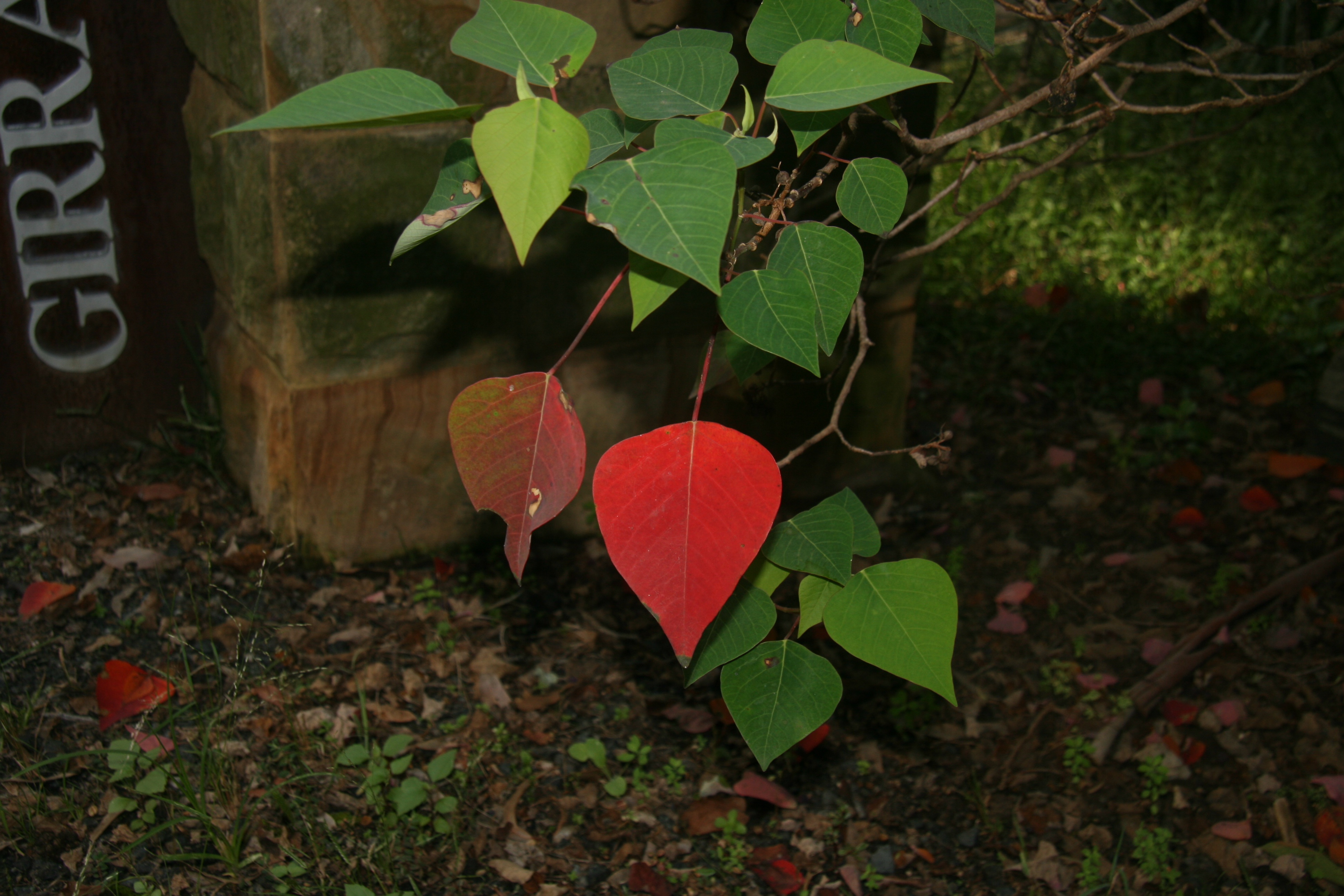